# تل شمشارة
تل شمشارة أو شمشارا هو موقع أثري يقع على طول الزاب الصغير في محافظة السليمانية، شمال شرق العراق في إقليم كردستان.

## تاريخ البحث
عُثر على الموقع لأول مرة في عام 1955 خلال مسح أثري لسهل رانية، والذي كان من المقرر أن يغمره خزان سد دوكان المخطط له، في عام 1957، بدأ فريق دنماركي من علماء الآثار عملية تنقيب وقائي لأن الموقع سوف تغمره بحيرة دوكان بمجرد الانتهاء من سد دوكان. قام العالمين هارولد إنغولت، الذي قام أيضًا بالتنقيب في تل قلعة حماة ، ويورغن ليسو بالبدء في التنقيبات. الذي كانت تموله الحكومة الدنماركية لتعزيز البحث. وخلال هذه العمليات عُثر على حوالي 140 قطعة فيها نقوس مسمارية في مكان واحد داخل وعاء فخاري، وفي عامي 1958 و 1959 استمرت التنقيبات من قبل علماء الآثار العراقيين من مجلس الدولة للآثار والتراث (SBAH) تحت إشراف عبد القادر التكريتي. وعثروا على حوالي 140 قرصًا سيئ الحفظ في غرف بالقرب من نقطة البحث.
قُسمت القطع الأثرية التي عثر عليها أثناء عمليات التنقيب الدنماركية بين المتحف الوطني العراقي والمتحف الوطني الدنماركي.
وفي عام 2012، أجرت فرق من المعهد الهولندي للشرق الأدنى ومشروع وسط زاغروس الأثري (CZAP) تحقيقات جديدة في الموقع، كجزء من مشروع أثري أكبر يركز على سهل رانية بأكمله. وبسبب ارتفاع منسوب المياه إلى منع العمل في 2016-2017، ولكن عند هبوط منسوب المياه في أكتوبر 2018 سمحت بموسم عمل قصير.

## الموقع
يقع تل شمشارة على طول الزاب الصغير، هو أحد روافد نهر دجلة، موقعها الاستراتيجي في الركن الشمالي الشرقي من سهل رانية في جبال زاغروس منحها السيطرة على طرق السفر في جميع الاتجاهات، وخاصة باتجاه الشمال والشرق. يمكن تقسيم التل إلى قسمين؛ تل رئيسي 60 متر (200 قدم) يبلغ قطره 19 متر (62 قدم) مرتفعًا، وكومة منخفضة يبلغ ارتفاعها 6 متر (20 قدم).  وهي حالياً مغمورة جزئياً تحت بحيرة دوكان.